# Krzysztof Laga
Krzysztof Piotr Laga (ur. 20 lipca 1962 w Dąbrowie Górniczej) – polski polityk, poseł na Sejm II kadencji, były wiceminister spraw wewnętrznych i administracji.

## Życiorys
Na początku lat 80. zaangażowany w organizację Federacji Młodzieży Szkolnej w rodzinnym mieście, należał też do NZS. Po wprowadzeniu stanu wojennego współpracował z podziemiem, zajmował się też dystrybucją prasy niezależnej.
Ukończył w 1988 studia na Wydziale Prawa i Administracji Uniwersytetu Śląskiego. Był aplikantem w Sądzie Wojewódzkim w Katowicach i naczelnikiem wydziału w urzędzie miasta, a także dyrektorem biura poselskiego Adama Słomki. W latach 1993–1997 z ramienia Konfederacji Polski Niepodległej sprawował mandat posła II kadencji. Później działał w KPN-OP i AWS.
W rządzie Jerzego Buzka był podsekretarzem stanu w MSWiA od 1997 do 1998. Później pracował w spółce prawa handlowego, urzędzie miasta, w 2008 został zatrudniony w Wojewódzkim Funduszu Ochrony Środowiska w Katowicach.
Został członkiem Platformy Obywatelskiej i działaczem lokalnych stowarzyszeń. 

## Odznaczenia
W 2010 odznaczony Krzyżem Kawalerskim Orderu Odrodzenia Polski. W 2015 otrzymał Krzyż Wolności i Solidarności.